# Добез
Добез (фр. Daubèze) насеље је и општина у југозападној Француској у региону Аквитанија, у департману Жиронда која припада префектури Лангон.
По подацима из 2011. године у општини је живело 152 становника, а густина насељености је износила 27,0 становника/km². Општина се простире на површини од 5,63 km². Налази се на средњој надморској висини од 70 метара (максималној 94 m, а минималној 43 m).

## Демографија
| 1962. | 1968. | 1975. | 1982. | 1990. | 1999. | 2011. |
| ----- | ----- | ----- | ----- | ----- | ----- | ----- |
| 70    | 102   | 77    | 109   | 123   | 138   | 152   |

График промене броја становника у току последњих година